# 圣母升天圣殿 (格但斯克)

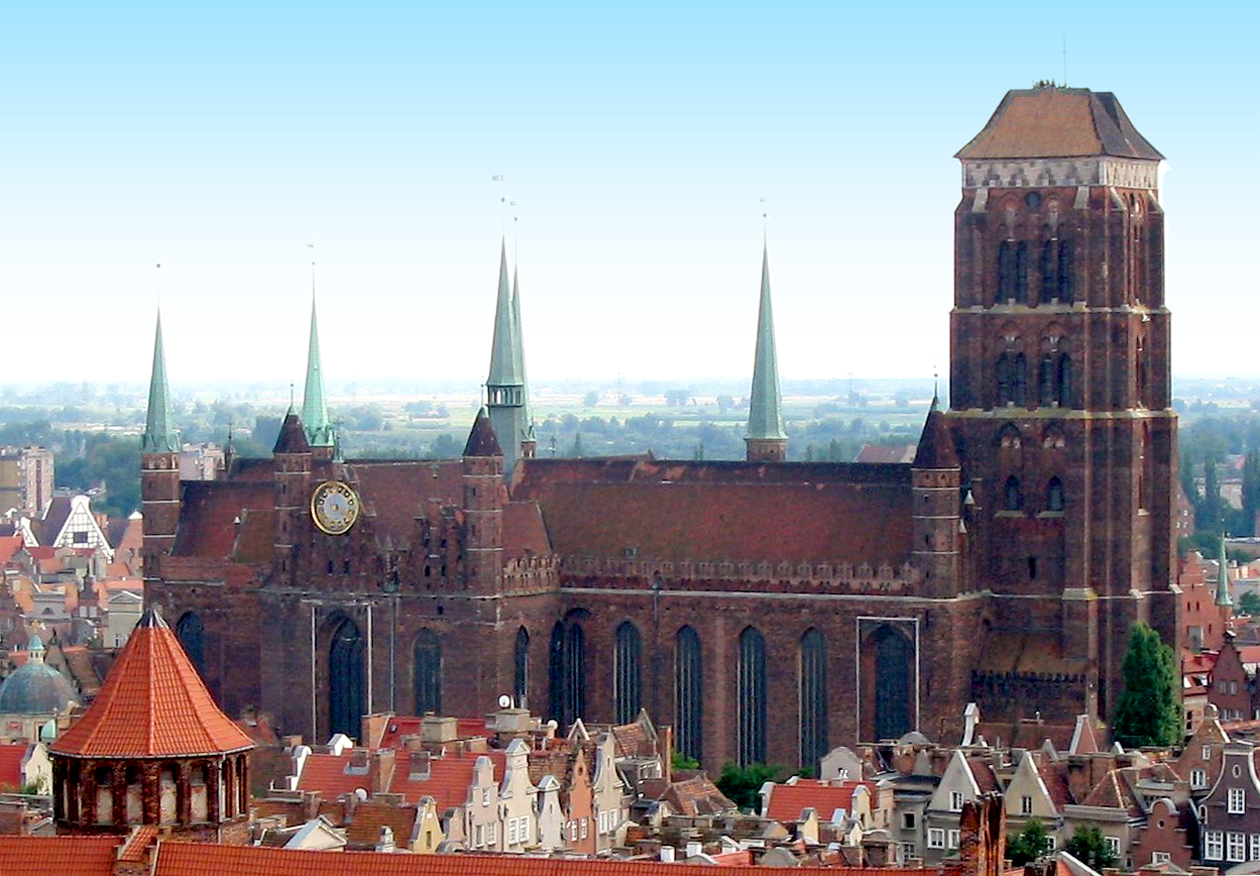
格但斯克圣母升天大殿

圣玛利亚教堂（波兰语：Bazylika Mariacka，德语：Marienkirche）是波兰城市格但斯克的一座天主教宗座圣殿，世界最大的砖砌教堂，欧洲最大的砖砌哥特式建筑之一。它全长105.5米，宽66米，能容纳 25,000 人。它是天主教格但斯克总教区的共主教座堂（co-cathedral）。

## 历史

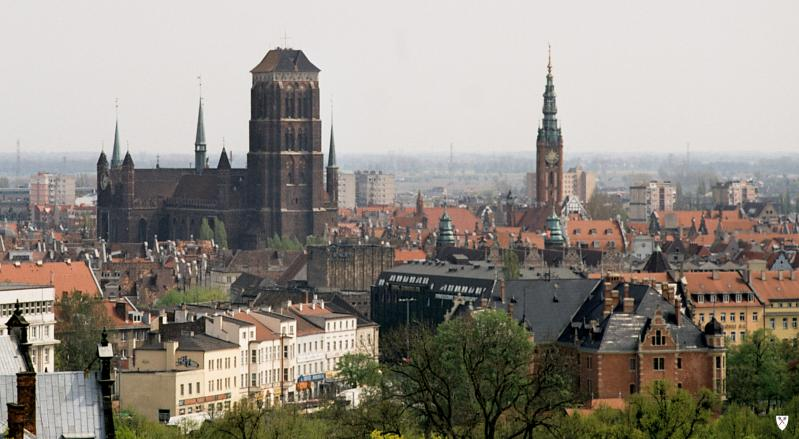
从格罗济斯科远眺。

根据记载，早在1243年，这里已经有一座木制的圣母圣天教堂，由Swiętopełk二世王子兴建。
1343年3月25日圣母领报瞻礼，教堂举行奠基典礼。最初教堂的地基以六片区带一低矮角楼的巴西利卡所占据，1343年至1360年间被清除。部分梁柱和角楼的底层被保留下来。
1379年，石工名匠Heinrich Ungeradin带领队伍开始兴建今日教堂的工程。到1447年完成了教堂的东部，1452-1466年间塔楼又增修了两层。
自1485年起这项工程由Hans Brandt主持，他监督建造了中殿核心部分的主体结构。这一工程最终于1496年在Heinrich Haetzl的主持之下完成，他监造了拱形结构的构建。

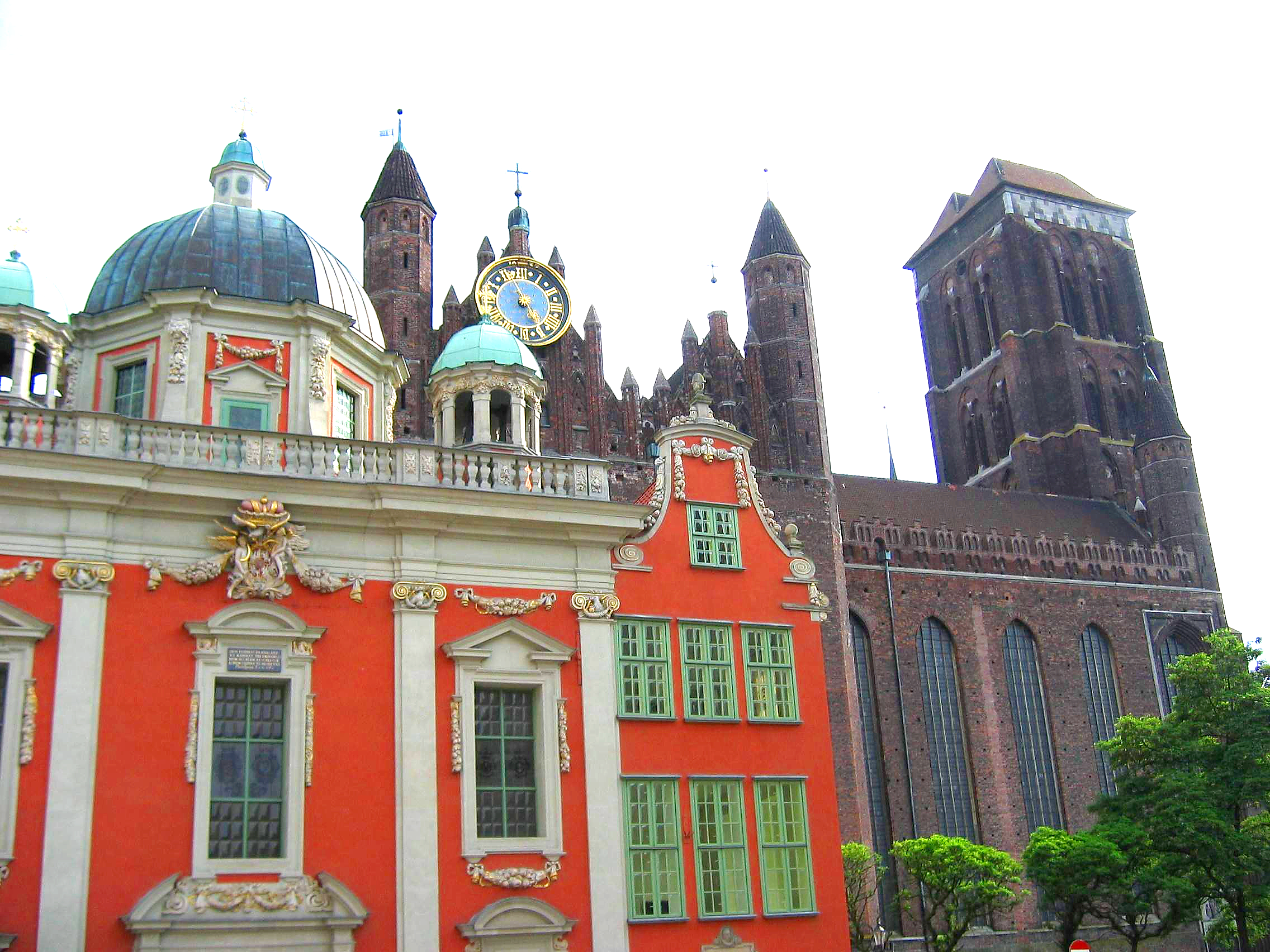
从皇家圣堂远眺

直到20世纪，教堂的内外都得到了很好的保护，但是在二战中1945年3月苏联红军猛攻但泽时严重受损。木制屋顶和窗户被彻底烧毁，大部分天花板和14个大拱顶坍塌，一些砖块融化，特别是在钟楼的上部。 
很幸运，内部的大部分艺术品得以幸存，因为它们已经为躲避空袭撤离到附近的村庄。其中许多回到了教堂，也有一些在波兰各地的博物馆展出，教堂正在努力收回它们。
战后的1946年，开始重建工程。1947年8月屋顶重建。基础工程完成后，1955年11月17日，教堂再次祝圣。内部的重建工作一直持续至今。
1965年11月20日，教宗保禄六世将这座教堂升格为宗座圣殿。2月2日，主教会议发布公告，宣布这座教堂为天主教格但斯克总教区的共主教座堂（co-cathedral），总教区的总主教座堂是格但斯克的奥利瓦主教座堂。